# Malam Bacai Sanhá
Malam Bacai Sanhá, född 5 maj 1947 i Dar Salam i Quinara, död 9 januari 2012 i Paris i Frankrike, var en bissauguineansk politiker, och Guinea-Bissaus president från maj 1999 till februari 2000, samt från september 2009 fram till sin död. Han tillhörde Afrikanska partiet för självständighet åt Guinea och Kap Verde.